# Meedo harveyi
Meedo harveyi är en spindelart som beskrevs av Norman I. Platnick 2002. Meedo harveyi ingår i släktet Meedo och familjen Gallieniellidae.
Artens utbredningsområde är Western Australia. Inga underarter finns listade i Catalogue of Life.